# Río Guayabal de Yateras
Río Guayabal de Yateras är ett samhälle i Kuba.   Det ligger i provinsen Provincia de Guantánamo, i den östra delen av landet, 800 km öster om huvudstaden Havanna. Río Guayabal de Yateras ligger 438 meter över havet och antalet invånare är 25 753.
Terrängen runt Río Guayabal de Yateras är huvudsakligen lite kuperad. Río Guayabal de Yateras ligger nere i en dal. Runt Río Guayabal de Yateras är det ganska glesbefolkat, med 29 invånare per kvadratkilometer. Det finns inga andra samhällen i närheten. I omgivningarna runt Río Guayabal de Yateras växer i huvudsak städsegrön lövskog.